# Camerata robusta
Camerata robusta is een platworm (Platyhelminthes). De worm is tweeslachtig. De soort leeft in het zoute water.
De platworm behoort tot het geslacht Camerata en behoort tot de familie Uteriporidae. De wetenschappelijke naam van de soort werd voor het eerst geldig gepubliceerd in 2009 door Vila-Farre, Sluys, D'Aniello, Cebria, Ferrer & Romero.